# 大江戸もののけ物語
『大江戸もののけ物語』（おおえどもののけものがたり）は、「特集ドラマシリーズ」としてNHK BSプレミアムで2020年7月17日から8月14日まで金曜20時から20時59分に放送された時代劇。連続5話。荒俣宏の妖怪監修により、寺子屋教師と妖怪の2人の交流と成長をファンタジックに描く。川﨑いづみ作。主演は本作が時代劇初出演の岡田健史、本郷奏多が妖怪役で共演した。
各話放送後、ひかりTVおよびdTVチャンネルにて配信された。
2021年9月11日から10月30日までNHK総合「土曜時代ドラマ」でも放送。

## あらすじ
寺子屋で教える新海一馬は旗本の二男坊で、心が優しく気が弱い。剣術も不得手で取り柄もないが、幼少時蔵に閉じ込められた際に暗闇に潜む「異形の者」に救われたことをきっかけに妖怪の存在を信じ、妖怪研究に密かに打ち込むようになった。わんぱくな子供たちに手を焼く一馬の寺子屋は「学級崩壊」状態で、おてんばで勝気なお雛の「みんな、先生の言うことを聞いて!」の一喝にいつも救われていた。
そんなある日、一馬はお雛の様子がおかしいことに気づき、廃屋の中で不思議な火焔土器に話しかけるお雛に出くわす。お雛から手渡された勾玉を一馬が手にとると土器は突如怪しく変容して妖怪「天の邪鬼」が現れ、肝を冷やす一馬の傍らで、お雛は「死んだ母に会って、ひと言謝りたい」と願いを打ち明ける。お雛の願いを知った一馬はその願いを叶えるため、「天の邪鬼」や他の妖怪たちとともに行動を始める。

## 登場人物
主要人物
新海一馬〈25〉
演 - 岡田健史（幼少：萩原嵐）
旗本の次男坊。寺子屋の師匠。
天の邪鬼（あまのじゃく）
演 - 本郷奏多
妖怪。廃屋に置かれた火焔型土器から現れ、廃屋に呪縛されて外界には出られない。機知に富み千里眼の力を持つ。ひねくれ者で、事実とは反対のことしか言えない。
およう
演 - 山田杏奈
町娘。寺のお手伝い。早くに父を亡くし、母と幼い弟妹の生活を支える。
猫又
演 - 森川葵
猫の妖怪。鋭い爪で立ち回る。町娘姿に変化し人間と交流する。
河童
演 - 青山美郷
妖怪。水を自由に操り井戸から井戸へと移動する。戦闘能力は無く逃げ足は速い。お調子者でいたずら者。
お雛〈10〉
演 - 平尾菜々花
寺子屋の生徒。荒物屋の娘。勝気な性格。
百鬼
演 - 藤本隆宏
大妖怪。妖怪たちに君臨し、人間社会を憎み妖怪による支配を目指して攻撃する。
新海源之進
演　- 甲本雅裕
一馬の父。御家人。誠実で武術に長けた長男・一之進を重んじる。
清庵和尚
演 - イッセー尾形
寺子屋のある寺の住職。

その他の人物
- 呪々ガエル（郭の主） - 石丸謙二郎（第二話）
- 一つ目小僧 - 石井正則（第三、四話）
- 新海一之進 - 高田翔
- 新海せつ - 宮本裕子
- 魂さがし - 酒向芳（第一話）
- 池田忠勝 - 池内万作（第三話）
- おりん - 馬渕英里何（第一話）
- お雛の父 - 佐渡山順久（第一、三、最終話）
- お光 - 黒沢あすか（第二、最終話）
- お雪 - 川添野愛（第二話）あ
- しず - 川島鈴遥（第三話）
- 玄悦（町医者） - 蟷螂襲

寺子屋の生徒
- 太助 - 小笠原拓己
- 晴 - 後藤奏斗
- おその - 櫻井歌織
- 長太 - 西村竜直
- お静 - 稲垣美有
- お咲 - 網本唯舞葵
- お松 - 忽那凛音
- 次郎吉 - 歳内王太

## スタッフ
- 演出 - 川村泰祐
- 作 - 川﨑いづみ
- 妖怪デザイン - 井上淳哉
- 語り - 美輪明宏
- 音楽 - 吉俣良
- エンディング曲 - つるの剛士 with 平尾菜々花「大江戸もののけ音頭」（作詞：熊木杏里、作曲：吉俣良、振付：岡千絵、上山貴行）
- 撮影 - 藤石修
- 特殊造形・VFX - 岡野正広
- 美術 - 松宮敏之
- 照明 - 宮西孝明
- 録音 - 尾崎聡
- 妖怪監修 - 荒俣宏
- エグゼクティブ・プロデューサー - 角川歴彦
- 制作統括 - 堀内大示、中村高志、鈴木光
- プロデューサー - 水上繁雄、岡田和則
- 製作 - 『大江戸もののけ物語』製作委員会
- 制作プロダクション - NHKエンタープライズ、光和インターナショナル

## 放送日程

### NHK BSプレミアム
| 放送回 | 放送日        | サブタイトル    |
| ------ | ------------- | --------------- |
| 第一話 | 2020年7月17日 | お雛の願い      |
| 第二話 | 7月24日       | 狙われた およう |
| 第三話 | 7月31日       | 新海家の秘密    |
| 第四話 | 8月07日       | 騙された清庵    |
| 最終話 | 8月14日       | さらば天の邪鬼  |

- NHK BSプレミアムにて第一話から第四話を8月10日から8月13日の17時から18時に、最終話を8月17日の17時から18時に再放送。

### NHK総合
| 放送回 | 放送日         | サブタイトル |
| ------ | -------------- | ------------ |
| 第一話 | 2021年09月11日 |              |
| 第二話 | 09月25日       |              |
| 第三話 | 10月02日       |              |
| 第四話 | 10月09日       |              |
| 第五話 | 10月16日       |              |
| 第六話 | 10月23日       |              |
| 最終話 | 10月30日       |              |

- 2021年9月18日は放送休止[7]。

| NHK総合 土曜時代ドラマ                                    | NHK総合 土曜時代ドラマ                                  | NHK総合 土曜時代ドラマ                             |
| 前番組                                                    | 番組名                                                  | 次番組                                             |
| --------------------------------------------------------- | ------------------------------------------------------- | -------------------------------------------------- |
| 立花登 青春手控え3 （2021年4月17日 - 6月12日） ↓ 一時中断 | 大江戸もののけ物語 （2021年9月11日 - 10月30日）         | 明治開化 新十郎探偵帖 （2021年11月6日 - 12月25日） |
| NHK総合 土曜18:05 - 18:43枠                               |                                                         |                                                    |
| 超速パラヒーロー ガンディーン                             | 大江戸もののけ物語 【ここから再度『土曜時代ドラマ』枠】 | 明治開化 新十郎探偵帖                              |

## 関連商品
ノベライズ
- 川崎いづみ（文）、渡辺ナベシ（絵）『大江戸もののけ物語』（2020年6月12日、角川つばさ文庫、ISBN 978-4-04-632005-6）

デジタル・シングル
- つるの剛士 with 平尾菜々花『大江戸もののけ音頭』（2020年7月18日配信、ポニーキャニオン、PCSP-03075）

サウンドトラック
- 吉俣良『大江戸もののけ物語 オリジナル・サウンドトラック』（2020年7月18日配信、ポニーキャニオン、PCSP-03076）